# Ceyhun Demircan
Ceyhun Demircan (* 13. März 1990 in Bursa) ist ein türkischer Fußballtorhüter.

## Spielerkarriere
Demircan begann mit dem Vereinsfußball in der Jugend von Mudanyaspor und wechselte 2004 in die Jugend von Bursaspor. Hier erhielt er 2009 einen Profivertrag und war anschließend sowohl in der Reservemannschaft tätig als auch als dritter Torhüter in der Profimannschaft. Durch seine Tätigkeit in der Saison 2009/10 innerhalb der Profimannschaft wurde er Teil jener Mannschaft, die nach Trabzonspor als erste zweite anatolische Mannschaft die Türkische Meisterschaft gewinnen konnte. Demircan absolvierte zwar kein einziges Pflichtspiel in dieser Spielzeit, jedoch war er als 3. Torhüter Teil des Mannschaftskaders. In der nächsten Saison wurde er an den Viertligisten Yalovaspor ausgeliehen und spielte hier eine Spielzeit lang.
Zum Sommer 2011 wechselte er samt Ablöse zum Drittligisten İskenderun Demir Çelikspor.
Nach zwei Spielzeiten wechselte Demircan zur Sommerpause 2013 in die TFF 1. Lig zu Denizlispor.

## Erfolge
- Mit Bursaspor
  - Türkischer Meister: 2009/10